# Gehrers Rambour
Gehrers Rambour ist eine Apfelsorte, die aufgrund ihres Säuregehalts besonders als Saft- und Mostapfel verwendet wird.

## Beschreibung
Bei der Sorte handelt es sich vermutlich um einen 1885 in Göppingen entstandenen Zufallssämling des Roten Trierer Weinapfels.
Als triploide Sorte ist sie ein schlechter Pollenspender.
Die mittelgroßen bis großen Früchte, mit ihrer grünen Grund- und roter bis braunroter Deckfarbe, sind Mitte bis Ende Oktober pflückreif. Die Früchte sollten nach der Ernte schnell verarbeitet werden, da sie sehr anfällig für Fruchtfäule sind.

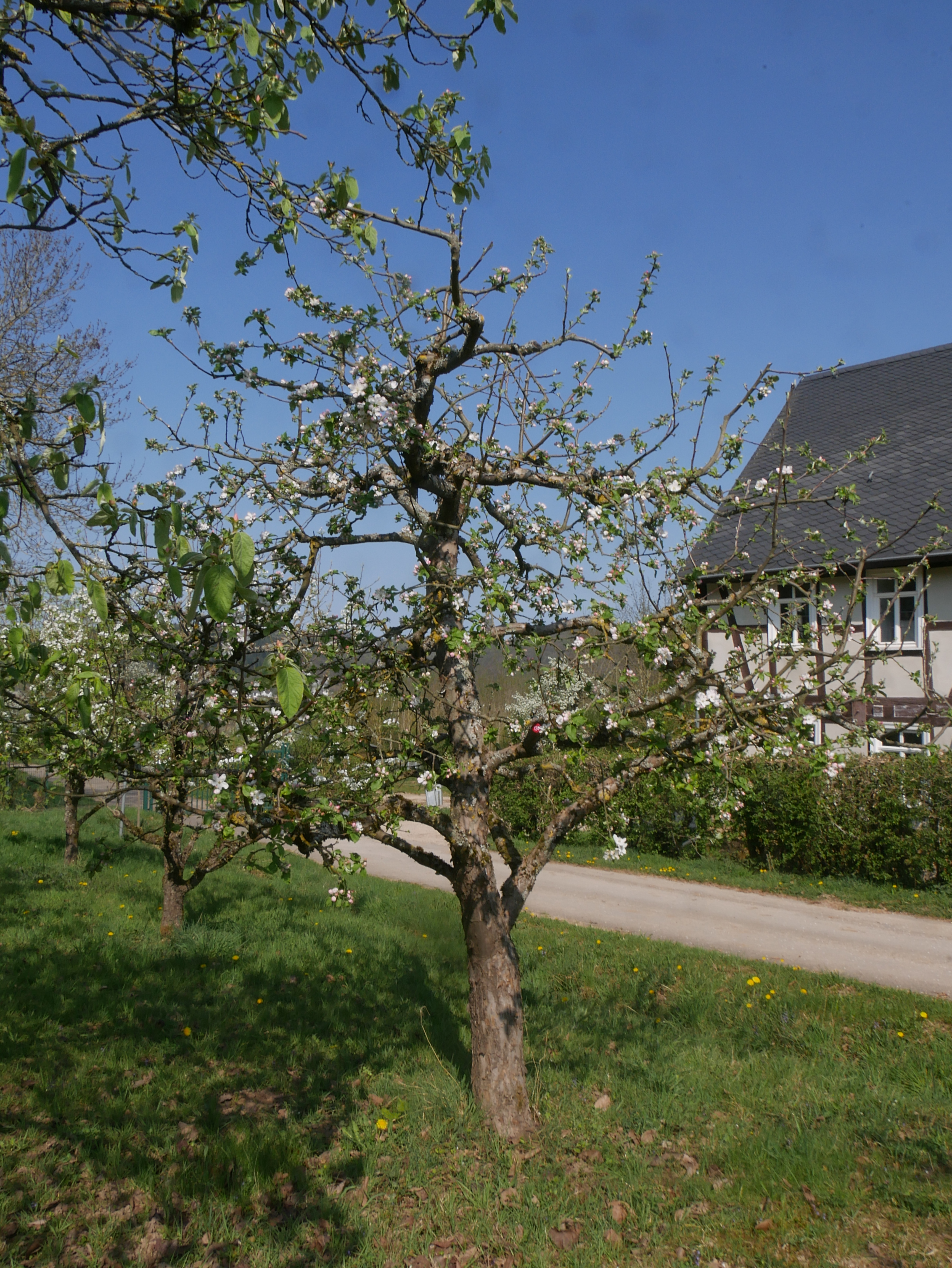
Ganzer Baum
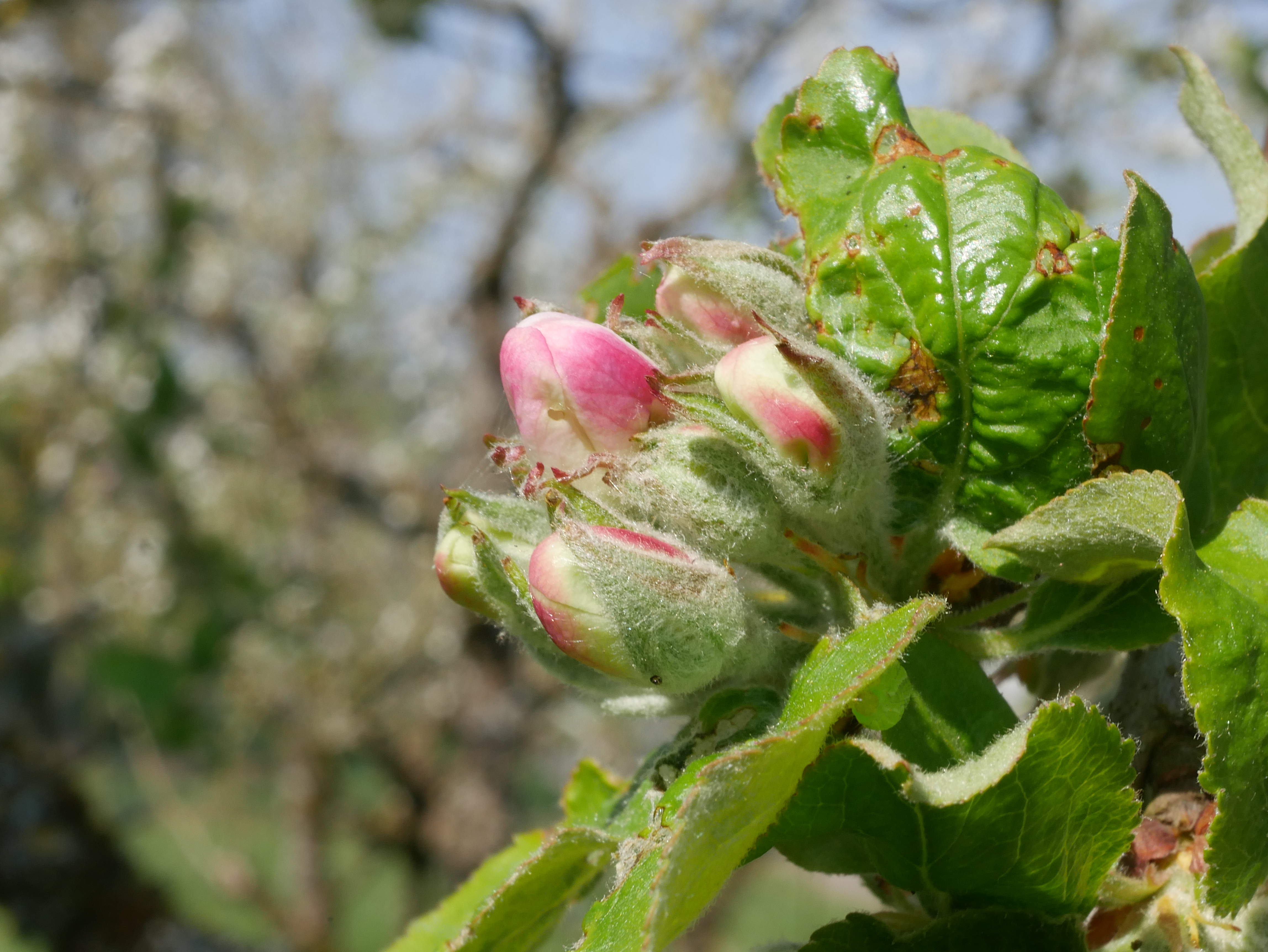
Knospen
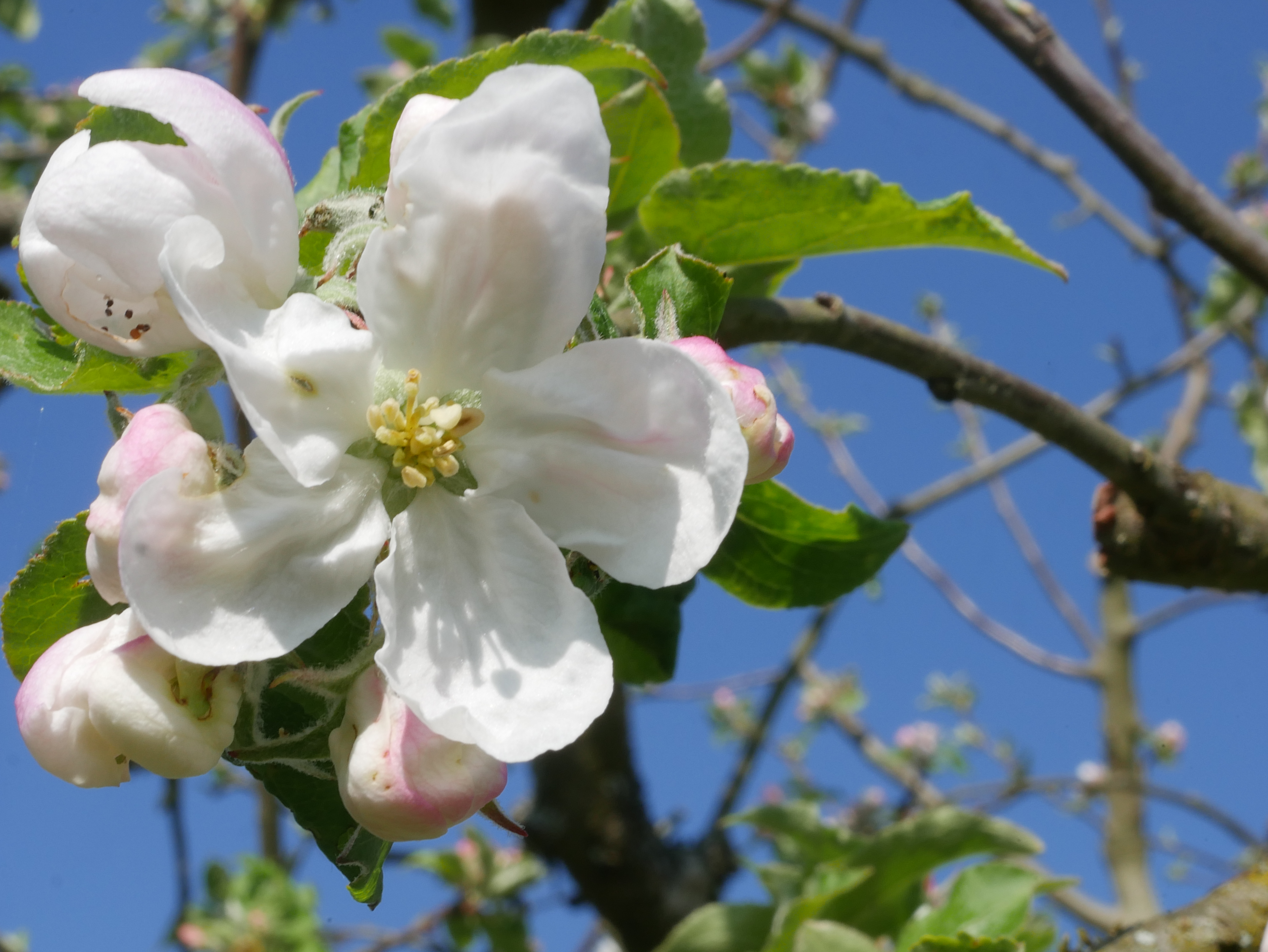
Blüte
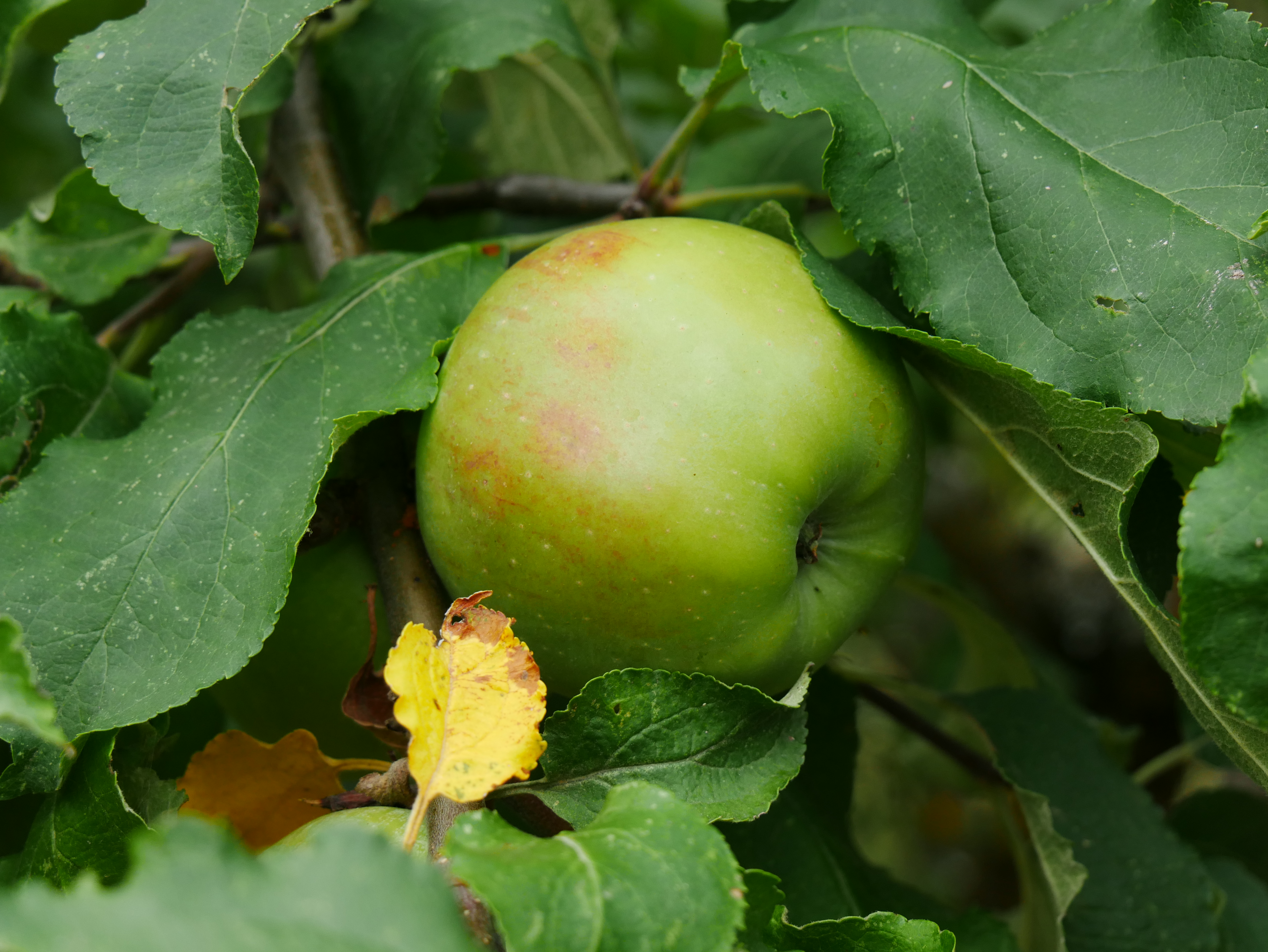
Frucht am Baum
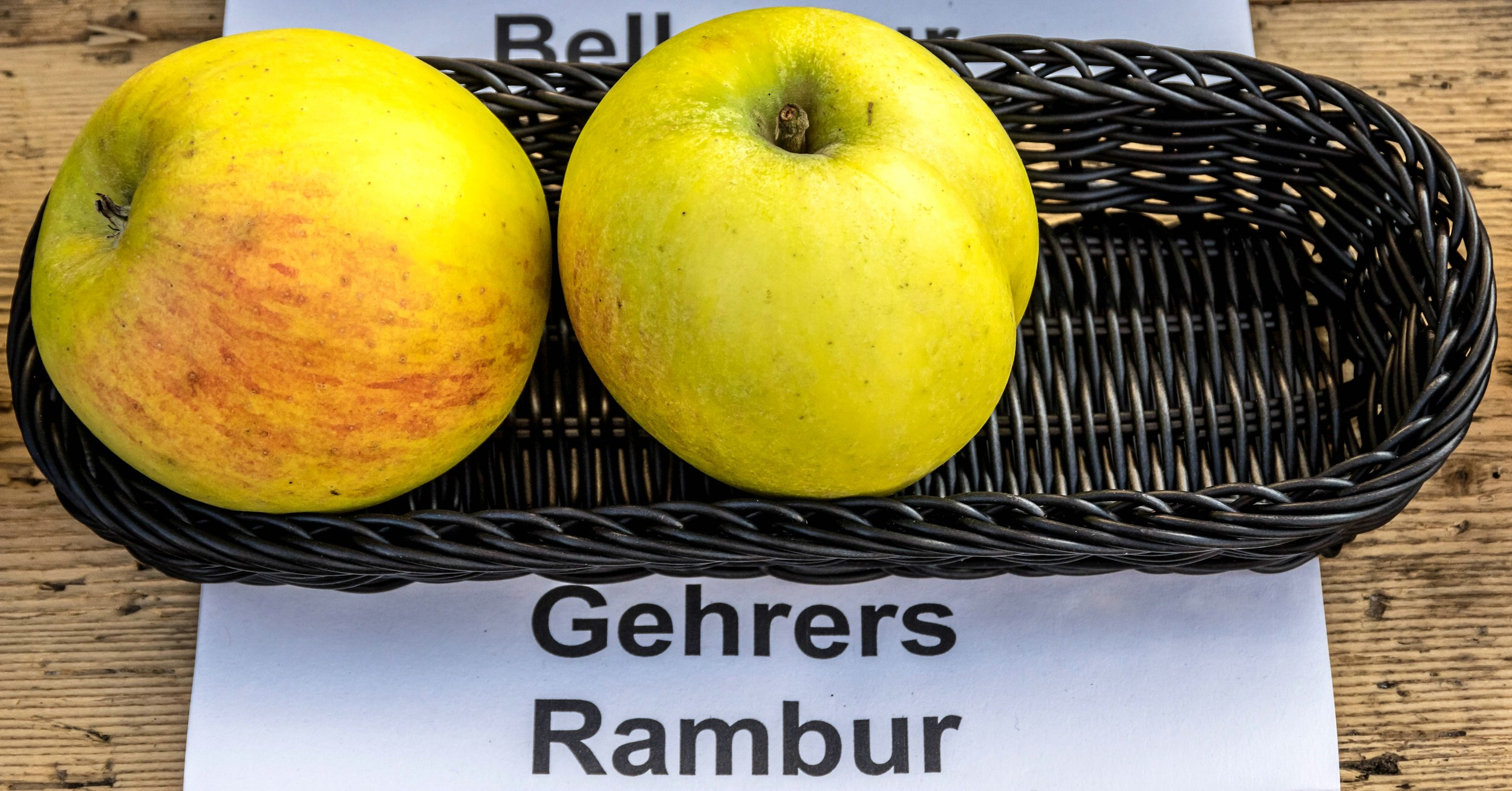
Ansicht der Frucht